# Autobús urbano de Mijas

Mapa de los transportes públicos de Mijas y Fuengirola.

El autobús urbano de Mijas es un sistema de transporte urbano que presta servicio en el municipio de Mijas (provincia de Málaga, España). De propiedad municipal y operado por el mismo ayuntamiento, el servicio se compone de una sola línea que realiza un recorrido entre Mijas Pueblo y la zona de Entrerríos, pasando por el núcleo de Las Lagunas en Mijas Costa.
El recorrido total tiene una duración de aproximadamente una hora. El servicio opera de lunes a viernes y los sábados hasta mediodía.

## Líneas
| Línea | Trayecto                           | Primer autobús         | Último autobús           |
| ----- | ---------------------------------- | ---------------------- | ------------------------ |
| BUS   | Entrerríos - Ford - Barrio Santana | 8:00 ida / 9:00 vuelta | 18:00 ida / 19:00 vuelta |